# Nevruz (musicien)
Pour les articles homonymes, voir Nevruz.
Nevruz Maljoku, connu simplement sous le nom de Nevruz ou Nevruz Joku (né le 23 mars 1984 à Caserte), est un auteur-compositeur-interprète, musicien et acteur italien.
Il est surtout connu pour sa participation à l'émission X Factor en 2010, où il s'est classé troisième. Après avoir été produit par Sony, il a été suivi et produit par Elio e le Storie Tese en 2012. Il se produit et collabore activement avec plusieurs artistes dont les Skiantos.

## Biographie

### Jeunesse et débuts
Né à Caserte et élevé dans la plaine de Modène, Nevruz est le fils d'un musicien tzigane qui a quitté la maison lorsque Nevruz avait deux ans. Élevé par sa mère italienne, Nevruz a connu de nombreuses difficultés depuis son enfance : il a été élevé par un beau-père violent, a passé son adolescence à errer, a trouvé et perdu trois maisons, d'abord à cause d'un séisme, puis d'une inondation et enfin de la pandémie de Covid-19.
Malgré les difficultés rencontrées, Nevruz n'a pas cessé de composer et de se produire sur la scène underground italienne, jouant sur des scènes telles que l'Arezzo Wave, le Jack Daniel's Live Tour, le Heineken Jammin' Festival, Rock In Roma et d'autres, avec le duo Water in Face, en tant que chanteur et batteur, et Le Ossa, un collectif de projets artistiques indépendants d'avant-garde qu'il a fondé, en tant que chanteur.

### X Factoret émissions télévisées
En 2010, il participe à l'émission X Factor, la quatrième et dernière édition de l'émission sur Rai 2 ; à partir de la cinquième édition, l'émission passe sur Sky. Il remporte la troisième place et sort la même année l'album Tra l'Amore e il male (chez Sony Music) avec le titre inédit éponyme et Nel tubo ; l'album comporte plusieurs réinterprétations dont Se telefonando de Mina, une version punk rock de Gianna de Rino Gaetano, une version heavy metal de Mi vendo de renato zero, che cosa sono le nuvole de Domenico Modugno et Pugni chiusi d'I Ribelli. Lors de sa participation à l'émission, il gagne la sympathie d'Elio, qui en 2012 le suit dans la production de La Casa e gli Spiriti Perduti (chez Hukapan) après que Nevruz ait refusé un contrat avec Sony, pour un budget de 180 000 euros, afin de préserver son indépendance artistique,. La même année, il se produit en prime time avec Fabrizio Frizzi lors d'un téléthon où il joue Tra l'amore e il male, et à Parla con me jouant Area's Gioia e Rivoluzione aux côtés d'Elio e le Storie Tese, puis pendant l'émission Tropical Pizza en tant qu'invité de Nikki sur Radio Deejay.
Une fois l'expérience des émissions terminée, il se passionne pour le chant harmonique et l'exploration vocale. Après une vie consacrée à la musique en tant qu'autodidacte, il entame un parcours d'études approfondies avec différents professeurs, dont Raffaello Regoli, disciple de Demetrio Stratos. La même année, il participe à la tournée de Rezophonic, un supergroupe fondé par Mario Riso. Toujours en 2012, il est invité à l'émission Cielo che gol ! avec Alessandro Gassmann, Rocco Tanica et d'autres ; il est également invité spécial à l'émission That's Italia sur La7 avec Filippa Lagerback. Après les séismes de mai 2012, il organise le Zona Rossa Rock Festival, dans le but de reconstruire les centres culturels de l'Émilie, auquel participent des artistes de la scène rock underground et progressif tels que Pino Scotto, Area, Trick or Treat, Elio avec son spectacle Fu-Turisti, le Nextime Ensemble de Danilo Grassi et une tentative de retour de Water in Face.
Nevruzland, une émission spéciale consacrée à la sortie de l'album La Casa e gli spiriti perduti, est diffusée sur Sky Uno.

### Cinéma et nouvelles chansons
En 2013, il joue dans la pièce Kurt Weill Songs mettant en scène L'Opéra de quat'sous de Kurt Weill et Bertolt Brecht,. En 2014, il joue dans le film Sexy shop mis en scène par Maria Erica Pacileo et Fernando Maraghini, une comédie basée sur le roman de Vincenzo Marega et produite par les mêmes et qui a remporté le prix Enzo Biagi ; Nevruz y joue un trafiquant de poupées gonflables aux côtés d'Ivan Cattaneo et de Sir Oliver Skardy, avec qui il a un featuring dans lequel il chante en Vénétie dans la chanson Tuto normal de l'album Ridi paiasso. La même année, il sort La Protesta, une chanson publiée en réponse au refus de participer au Sanremo Giovani ; cependant, il est accueilli au Roxy Bar par Red Ronnie où il interprète la chanson en direct avec le collectif Le Ossa.
En 2015, il publie un hommage à Pino Daniele, réinterprétant la chanson Je so pazz. Il est également cité par Verdena dans le titre Puzzle de l'album Endkadenz Vol.1. Puis en 2016, il sort Sembra impossibile avec Johnson Righeira,. La même année, il participe à l'album That's Live de Rockin' 1000, un supergroupe formé en Italie en 2014 en hommage aux Foo Fighters. En 2017, il participe au concours Standing Ovation à l'occasion du concert de Vasco Rossi au parc de Modène, où il interprète une réinterprétation de la chanson Stupendo.
En 2018, il sort son troisième album Il Mio Nome è Nessuno (chez Molto Recording) avec la production artistique d'Alberto Benati (Ridillo). Avec les titres L'Immigrato, le premier single extrait, et Pax, Nevruz atteint la finale de la 20e édition de Voci per la Libertà - una canzone per Amnesty ; le titre L'Immigrato fait partie de la compilation Voci per la libertà, récompensée du prix Tenco dans la catégorie « meilleur album », aux côtés de Diodato, Nada et d'autres,. L'album contient également sa version de la chanson Meditazione, produite par Peppe Ponti et Lino Patriota, avec le chanteur Marco Cecioni et le guitariste Lino Ajello de la formation originale de 1970 de l'album Sirio 2222.
La même année, il se produit à L'Asino che Vola de Rome, partageant la scène avec son ami Gianni Leone, dont le concert, Il Balletto di Bronzo, devient un bootleg publié par le label indépendant White Widow auquel Nevruz participe avec la chanson Primo incontro.
En 2022, il sort une version punk rock de Disperato Erotico Stomp de Lucio Dalla chez Maninalto! Records. De 2016 jusqu'à l'édition de 2023, il fait partie des artistes récurrents de l'événement bolonais Stelle Sotto Casa di Lucio qui rend hommage à Lucio Dalla. En 2023, il publie le single L'Alieno, avec lequel il participe au Una voce per San Marino 2023, arrivant en finale à la 17e place.

## Discographie

### Albums studio
- 2010 : Tra l'amore e il male
- 2012 : La Casa e gli spiriti perduti
- 2018 : Il mio nome è nessuno

### Singles
- 2014 : La Protesta
- 2016 : L'Immigrato
- 2016 : Sembra impossibile (avec Johnson Righeira)
- 2017 : ...Stupendo
- 2018 : Andromeda (e si Tinge di Blu)
- 2019 : Ma la Testa
- 2020 : Quello che mi hai Insegnato
- 2022 : Disperato Erotico Stomp
- 2023 : L'Alieno

## Filmographie

### Cinéma
- Sexy shop (2014) - acteur
- Tornatore's Way (2021) - acteur, compositeur

### Télévision
- X Factor (2010), Rai 2 - concurrent
- Cielo che gol (2012), Cielo - invité
- That's Italia (2012) - La7 - invité
- Nevruzland (2012), Sky Uno - protagoniste
- X Factor (2016), Sky Uno - invité

## Théâtre
- Kurt Weill Songs (2013) - acteur